# 六塚光
六塚 光（むつづか あきら）は、日本のライトノベル作家。

## 概要
岩手県一関市出身。同志社大学卒。大阪府西成区在住。
2004年、『タマラセ』で第9回角川スニーカー大賞優秀賞を受賞し、同年同作にてデビュー。

## 作品リスト

### ムゲンのセンカ （角川スニーカー文庫）
イラスト：真田鈴
- 『ムゲンのセンカ 1』　ISBN 978-4-04-470716-3 (2009年1月1日)
- 『ムゲンのセンカ 2』　ISBN 978-4-04-470718-7 (2009年6月1日)

### Le;0 -灰とリヴァイアサン- （一迅社文庫）
イラスト：CH@R
- 『Le;0 -灰とリヴァイアサン-』　ISBN 978-4-7580-4099-0 (2009年8月20日)
- 『Le;0 2 -灰とリヴァイアサン-』　ISBN 978-4-7580-4123-2 (2009年12月19日)
- 『スキュラ・ダークリー』　ISBN 978-4-7580-4152-2 (2010年5月20日)

### 墜落世界のハイダイバー （角川スニーカー文庫）
イラスト：オサム
- 『墜落世界のハイダイバー』　ISBN 978-4-04-470721-7  (2010年8月31日)
- 『墜落世界のハイダイバー 2』　ISBN 978-4-04-470722-4 (2010年11月30日)
- 『墜落世界のハイダイバー 3』　ISBN 978-4-04-470723-1 (2011年2月26日)
- 『墜落世界のハイダイバー 4』　ISBN 978-4-04-470726-2 (2011年12月28日)

### ブラッド・スパート （幻狼ファンタジアノベルス）
イラスト：オンダカツキ
- 『ブラッド・スパート』　ISBN 978-4-344-82133-0  (2011年1月31日)
- 『ブラッド・スパート 2 罪人たちの仮面劇』　ISBN 978-4-344-82258-0  (2011年6月30日）
- 『ブラッド・スパート 3 殉難者たちへの鎮魂歌』　ISBN 978-4-344-82393-8  (2011年12月28日）

### デッドマン・ワンダーランド （角川スニーカー文庫）
原作：片岡人生　イラスト：近藤一馬
- 『デッドマン・ワンダーランド 上』　ISBN 978-4-04-470724-8  (2011年4月28日)
- 『デッドマン・ワンダーランド 下』　ISBN 978-4-04-470725-5　(2011年8月1日)

### 牙霊調査室ユニット11‐β （角川スニーカー文庫）
イラスト：鶯神楽
- 『牙霊調査室ユニット11‐β （1） バディ・シューター』　ISBN 978-4-04-100760-0  (2013年2月28日)
- 『牙霊調査室ユニット11‐β （2） ペルソナ・スイッチ』　ISBN 978-4-04-100892-8  (2013年6月29日)

### ニーベルングの指輪 （一迅社文庫）
イラスト：桐野霞
- 『ニーベルングの指輪 ジークフリートの試練』　ISBN 978-4-7580-4441-7（2013年7月20日）
- 『ニーベルングの指輪 2 神々の黄昏、そして――』　ISBN 978-4-7580-4512-4（2014年4月19日）

### その他
- 「メイドトラップ」（『小説 ToHeart2 ～Short Stories～』　スクウェア・エニックス　ISBN 978-4-7575-1467-6 に収録） (2005年6月30日)
- 『ペンギン・サマー』(一迅社文庫）　イラスト：茨乃　ISBN 978-4-7580-4070-9 (2009年4月20日)
- 『アースライト・ウォーズ　割れぬ少女と蝉の王』（一迅社文庫）　イラスト：zinno　ISBN 978-4-7580-4198-0 (2010年12月20日)
- 『背約のキャバリアー』（一迅社文庫）　イラスト：zinno　ISBN 978-4-7580-4272-7  (2011年12月17日)
- 『迷い猫オーバードライブ　銀狼VSドッグニンジャ』（一迅社文庫）　イラスト：水月悠　ISBN 978-4-7580-4478-3　(2013年8月20日)